# Ipomoea pedicellaris
Ipomoea pedicellaris es una especie fanerógama de la familia Convolvulaceae.

## Clasificación y descripción de la especie
Planta herbácea, voluble, trepadora o postrada, perenne; tallo lignescente, ramificado, glabro o ligeramente piloso; hoja ovada, de (1.6)3 a 10 cm de largo, de (1.4)2 a 8 cm de ancho, ápice acuminado, mucronulado; inflorescencias con 1 a 20 flores; sépalos subiguales, ovados a largamente ovados, de 3 a 10 mm de largo, los interiores ligeramente más largos, glabros; corola con forma de embudo (infundibuliforme), de 5.5 a 7 cm de largo, de color rojo-vino o lila a purpúrea, tubo más pálido; el fruto es una cápsula cónica, de 1,5 a 1,7 cm de largo, con 4 semillas elipsoideo-triangulares, de 8 a 11 mm de largo, cortamente tomentosas a pilosas.

## Distribución de la especie
Esta especie tiene una distribución amplia en México, en la Sierra Madre del Sur, así como en la vertiente del Pacífico, se ha reportado en los estados de Sonora, Sinaloa, Chihuahua, Tamaulipas, Durango, Querétaro, Nayarit, Jalisco, Colima, Michoacán, Morelos, Puebla, Veracruz, Guerrero, Oaxaca, Tabasco y Chiapas.

## Ambiente terrestre
Se desarrolla primordialmente en bosque tropical caducifolio y en ocasiones en encinares, en un gradiente altitudinal que va de los 100 a los 1300 m de altitud. Se le observa en flor de agosto a noviembre y mantiene los frutos hasta febrero.

## Estado de conservación
No se encuentra bajo ningún estatus de protección.